# Ином, Бернар
Берна́р Ино́м (фр. Bernard Inom; род. 25 августа 1973 на Реюньоне, Франция) — французский профессиональный боксёр, выступающий в наилегчайшей весовой категории. Серебряный призёр чемпионата мира по боксу 1995 года в категории до 48 кг, шестикратный чемпион Франции (1992—1994 годы (кат. до 48 кг.), 1997—1999 годы (кат. до 51 кг.)) в любительских соревнованиях, чемпион Франции (2003—2004 годы), чемпион Европы по версиям EBU-EU (2005 год) и EBU-European (2008 год) в наилегчайшей весовой категории в профессиональном боксе.

## Биография
Родился 25 августа 1973 года на Реюньоне, Франция.
В 1990 году выступал на молодёжном чемпионате Европы в Усти (Чехия) в весовой категории до 48 кг.
В 1992 году впервые выиграл национальный чемпионат, дебютировал в национальной сборной, принимал участие в олимпийской квалификации.
В 1993 году вторично выиграл чемпионат Франции, был участником чемпионата мира по боксу в Тампере (Финляндия) в весовой категории до 48 кг.
В 1994 году стал трёхкратным чемпионом Франции, выступал на Кубке Мира в Бангкоке (Таиланд) в весовой категории до 48 кг.
В 1995 году завоевал серебряную медаль на чемпионате мира по боксу в немецком Берлине в весовой категории до 48 кг.
В 1997 году выиграл чемпионат Франции в весовой категории до 51 кг, принимал участие в чемпионате мира по боксу в Будапеште (Венгрия).
В 1998 году стал чемпионом Франции в весовой категории до 51 кг, выступал на чемпионате Европы в Минске (Беларусь).
В 1999 году стал шестикратным чемпионом Франции, выиграв национальное первенство в весовой категории до 51 кг, принимал участие в олимпийской квалификации.
В 2001 году перешёл в профессиональный бокс.
В 2003 году завоевал титул чемпиона Франции в наилегчайшем весе, победив по очкам в десятираундовом бою своего соочественика Франка Горю.
В 2004 году провёл успешную защиту титула чемпиона Франции, выиграв по очкам в десятираундовом бою у француза Кристофа Родригеса.
В 2005 году стал чемпионом Европы по версии EBU-EU в наилегчайшем весе, победив техническим нокаутом в третьем раунде Алана Бонеля (Франция).
В 2005 году провёл бой за звание чемпиона мира по версии WBO в наилегчайшем весе с действующим обладателем титула Омаром Андресом Нарваесом (Аргентина), уступив техническим нокаутом в одиннадцатом раунде.
В 2007 году претендовал на звание чемпиона Европы по версии EBU-European в наилегчайшем весе в поединке с действующим обладателем титула Андреа Сарритцу (Италия) (бой имел статус отборочного по версии WBO), завершив его вничью.
В мае 2008 года отобрал у Сарритцу титул чемпиона Европы по версии EBU-European в наилегчайшем весе, победив техническим нокаутом в восьмом раунде. В сентябре 2008-го объявил о завершении спортивной карьеры, но в 2009 году вернулся на ринг.
В 2010 году претендовал на звание чемпиона Европы по версии EBU-EU в наилегчайшем весе, уступив в титульном бою по очкам единогласным судейским решением румыну Сильвио Олтяну.
В 2011 году совершил вторую попытку вернуть себе звание чемпиона Европы по версии EBU-EU в наилегчайшем весе, но проиграл техническим решением Джузеппе Лагана (Италия).

## Любительская карьера
На молодёжных турнирах Ином не добивался значимых успехов.
В 1990 году Бернар выступал на чемпионате Европы в Усти (Чехия) в весовой категории до 48 кг, где стартовал сразу с четвертьфинала, но в первом же бою проиграл турку Мурату Димитрасу (2:3).
В 1992 году Ином впервые стал чемпионом Франции, был приглашен в национальную сборную и принял участие в квалификационных соревнованиях к Олимпийским играм в Барселоне-1992 в весовой категории до 48 кг, проходивших в рамках турнира «Chemistry Cup» в немецком Галле. 18-летний Бернар выбыл в из борьбы в первом же круге, проиграв Анджею Ржаны из Польши (по очкам, 6:9).
В 1993-1994 годах Ином дважды выигрывал национальное первенство в аналогичной весовой категории, побеждая в финалах по очкам Мимуна Шена. При этом на крупных международных турнирах француз выступал неудачно. На чемпионате мира 1993 года в Тампере Бернар уступил в 1/8 финала (по очкам, 9:23), а на Кубке Мира в Таиланде в 1994 году проиграл в четвертьфинале (по очкам, 8:13) одному и тому же боксёру — Ншану Мунчяну из Армении.
В 1995 году Ином успешно выступил на чемпионате мира в Берлине в весовой категории до 48 кг. Начав турнир со стадии 1/8 финала, Бернар последовательно победил казахстанца Султана Абдуразакова (по очкам, 16:7), Рафаэля Лосано из Испании (по очкам, 6:1) и Хуана Рамиреса (Куба) (по очкам, 10:6). В финале Ином встретился с чемпионом
Европы, призёром чемпионатов мира и Олимпийских игр болгарином Даниелем Петровым и проиграл ему по очкам со счётом 5:11.
В 1996 году Ином не попал в финал чемпионата Франции и не ездил на европейское первенство в датском Вейле, в итоге оставшись вне олимпийской команды.
С 1997 года Бернар выступал в весовой категории до 51 кг. В 1997 году он в четвёртый раз выиграл национальное первенство, перебоксировав в финале Франка Горю. Но на чемпионате мира в Будапеште Ином добрался лишь до 1/8 финала, уступив на данной стадии соревнований итальянцу Кармине Моларо (по очкам, 4:7).
В 1998 году Иному вновь не было равных во внутренних соревнованиях. В финале французского чемпионата он, как и в предыдущем сезоне, победил Франка Горю. При этом на крупном международном турнире Бернар опять выступил неудачно. Чемпионат Европы в Минске начался для него победой в 1/8 финала над словаком Петером Балажем (по очкам, 13:4) и закончился четвертьфинальным поражением боксёру из Грузии Рамазу Газашвили (по очкам, 3:5).
В 1999 году Бернар в шестой раз победил в национальном первенстве (в финале Ином выиграл по очкам у Брахима Аслума), однако на чемпионат мира в Хьюстоне в весовой категории до 51 кг от Франции поехал Жером Тома. В октябре Ином принял участие в олимпийском квалификационном турнире, проходившем в рамках «Кубка Чёрного моря» (Севастополь, Украина). Француз сумел дойти до финала, одолев Сулеймана Пекдогана (Турция) и Даррена Кэмпбелла (Ирландия), но в главном бою турнира проиграл россиянину Георгию Балакшину.
В 2000 году Ином не выступал за национальную сборную в международных соревнованиях, завершив любительскую карьеру.

## Профессиональная карьера
На профессиональном ринге Ином дебютировал 1 декабря 2001 года в возрасте 28 лет, в легчайшем весе, однако во всех титульных поединках выступал в наилегчайшей весовой категории. Большинство своих боёв (23) провёл во Франции, 2 боя в Италии, по одному в Испании и Великобритании. Тренеры — Пьер Паоли, Жан-Луи Беллок.

### 2001—2004 годы
1 декабря 2001 года Ином отметил свой дебют на профессиональной арене победой по очкам в шестираундовом поединке над соотечественником Фредериком Госсе. В следующем году Бернар провёл всего два боя. Однако в 2003-м его карьера стала развиваться быстрее. К ноябрю имевший на счету 7 побед в 7 поединках Ином получил право драться за вакантный титул чемпиона Франции с хорошо известным ему по любительским соревнованиям Франком Горю.
Горю перешёл в профессиональный бокс раньше Бернара и на момент боя провёл 16 профессиональных поединков, неоднократно оспаривал титул чемпиона Франции в наилегчайшем весе. Но Ином, дважды побеждавший оппонента в финалах французского национального любительского чемпионата, вновь доказал, что является более техничным и мастеровитым бойцом в сравнении с соперником. По итогам десятираундового боя ведущий подсчёт очков рефери вынес решение в пользу Бернара.
30 апреля 2004 года Ином вышел в ринг защищать завоёванный титул в поединке с Кристофом Родригесом. Как и предыдущий соперник Инома, Родригес имел куда больший опыт профессиональных боёв и титульных поединков за звание сильнейшего боксёра Франции. Однако мастерство Бернара оказалось выше. По итогам десяти раундов рефери зафиксировал победу Инома по очкам.

### 2005 год
В феврале 2005 года Ином получил право претендовать на титул чемпиона Европы по версии EBU-EU, принадлежащий его соотечественнику Алану Боннелю. В поединке с Иномом Боннель вторично защищал звание чемпиона Европы. Претендент оказался для него слишком силён. Уже в третьем раунде Бернар вынудил рефери остановить бой, выиграв в итоге техническим нокаутом.
После победы над Боннелем Ином удачно выступил в ещё двух рейтинговых поединках и получил шанс стать чемпионом мира по версии Всемирной боксёрской организации. Аргентинец Омар Андрес Нарваес, удерживающий чемпионский пояс WBO в наилегчайшем весе с 2002 года, согласился приехать во Францию защищать свой титул в седьмой раз.

#### Бой сНарваесом
Первые четыре раунда прошли по одинаковому сценарию. Нарваес начинал данные трёхминутные отрезки несколько пассивно, предпочитая защищаться блоком и контратаковать одиночными ударами. Ином периодически попадал в оппонента, но не наносил ему серьёзного урона. Ближе к концу раундов аргентинец резко повышал активность, перехватывал атаки Инома и проводил результативные многоударные комбинации с акцентом на размашистых правых и левых боковых и ударах в корпус. В пятом раунде французу с первых минут пришлось откровенно выживать под чередой точных попаданий Нарваеса. Ином сумел выдержать серийные атаки соперника и даже попытался завязать встречный бой в седьмом-девятом раундах. Однако Нарваес откровенно игнорировал точные удары Бернара и легко перебивал оппонента в разменах. Кроме того, правый глаз Инома заплыл и мешал ему действовать в полную силу. В десятом раунде аргентинский боксёр прижал Бернара к канатам и нанёс серию из левого прямого, правого в корпус, левого апперкота и завершающего правого хука, отправив француза в нокдаун. В начале одиннадцатого раунда Нарваес провёл очередную многоударную комбинацию, несколько раз чисто попав в голову практически утратившего способность защищаться Инома. Рефери остановил поединок, зафиксировав победу аргентинца техническим нокаутом.

### 2006—2008 годы
После неудачи в бою с Нарваесом Ином провёл четыре победных поединка с малоизвестными соперниками — три в 2006 году и ещё один — в январе 2007-го. Тем не менее, Бернар получил возможность в перспективе вновь драться за звание чемпиона мира в наилегчайшем весе. Для этого французу требовалось выиграть официальный элиминатор (отборочный поединок) по версии WBO у итальянского боксёра Андреа Сарритцу.
Помимо статуса претендента на титул WBO в наилегчайшем весе на кону стоял пояс чемпиона Европы по версии EBU-European, принадлежащий Сарритцу. По итогам боя один из судей выставил очки в пользу итальянца, другой — в пользу Инома, третий посчитал, что была ничья. Таким образом, поединок завершился вничью, Сарритцу сохранил звание чемпиона Европы, а Бернар упустил возможность вновь встретиться с Нарваесом. При этом на сайте французской федерации бокса решение судей было названо «ограблением».
В 2008 году Ином провёл второй бой с Сарритцу. На этот раз Бернар дрался с соперником на его территории, в Италии, оспаривая все тот же европейский
титул. 3 мая 2008 года Ином стал чемпионом Европы по версии EBU-European в наилегчайшем весе. В повторном поединке с Сарритцу Бернар выглядел сильнее оппонента и победил техническим нокаутом в восьмом раунде.
В сентябре 2008 года Ином объявил о завершении своей спортивной карьеры, оставив европейский титул вакантным. Основными причинами ухода из бокса француз назвал усталость и желание чаще находиться с семьей.

### 2009—2011 годы
В конце 2009 года Бернар вернулся на ринг, выиграв в родном Ниме шестираундовый бой с венесуэльцем Луисом Гузманом.
В 2010 году Ином получил возможность провести поединок за принадлежавший ему пять лет назад титул чемпиона Европы по версии EBU-EU. Его соперником стал действующий обладатель данного пояса, постоянно выступающий в Испании румынский боксёр Сильвио Олтяну.

#### Бой с Олтяну
На протяжении всего боя Ином действовал в контратакующей манере, стараясь встретить соперника короткими ударами справа. Олтяну постоянно шёл вперед и прессинговал Бернара, без особых проблем устанавливая удобную дистанцию и нанося два-три точных попадания. В первых трёх раундах поединка ни один из боксёров не имел серьёзного преимущества, но ближе к середине боя действия румынского боксёра стали более продуктивными. Визуально Олтяну бил жёстче оппонента и несколько раз проводил длинные результативные комбинации, запирая Инома у канатов. Во второй половине поединка француз стал действовать более открыто и чаще вступать в размены ударами с соперником. Однако хорошая физическая готовность Олтяну позволяла ему перебивать Инома и доминировать в ринге. По итогам 12 раундов все трое судей отдали предпочтение румыну — 119:109, 118:110, 118:110.
В 2011 году Бернар получил ещё один шанс стать чемпионом Европы по версии EBU-EU. Олтяну завоевал право на бой за звание чемпиона мира по версии WBA и оставил европейский титул вакантным. Имя нового чемпиона определялось в Италии, соперником Бернара стал местный боксёр Джузеппе Лагана.
В шестом раунде достаточно конкурентного боя соперник Инома получил травму после непреднамеренного удара Бернара головой. В седьмом раунде рефери принял решение остановить поединок. При подсчёте очков оказалось, что все судьи отдали предпочтение итальянцу — 68:65, 69:64, 67:66.

### 2013 год
После боя с Лаганой Ином не выходил на ринг более двух лет. Однако в октябре 2013 года 40-летний француз провёл в Ниме, городе, где он постоянно проживает, шестираундовый рейтинговый бой с Валентином Мариновым из Болгарии. Поединок окончился победой Бернара по очкам. В ноябре Ином вышел на ринг в Великобритании, где проиграл техническим нокаутом в седьмом раунде местному боксёру Джэйми МакДоннелу.